# Col de la Perche (Savoie)
Pour les articles homonymes, voir Col de la Perche.
Le col de la Perche est un col de montagne des Alpes, situé en Savoie à 1 986 m d'altitude.